# Królikarnia
Królikarnia  (en español, "la Casa de los Conejos")   es un palacio histórico clasicista de Varsovia, Polonia; y un barrio del distrito de Mokotów de Varsovia.
Desde 1965, el palacio alberga un museo dedicado al escultor polaco Xawery Dunikowski .

## Historia

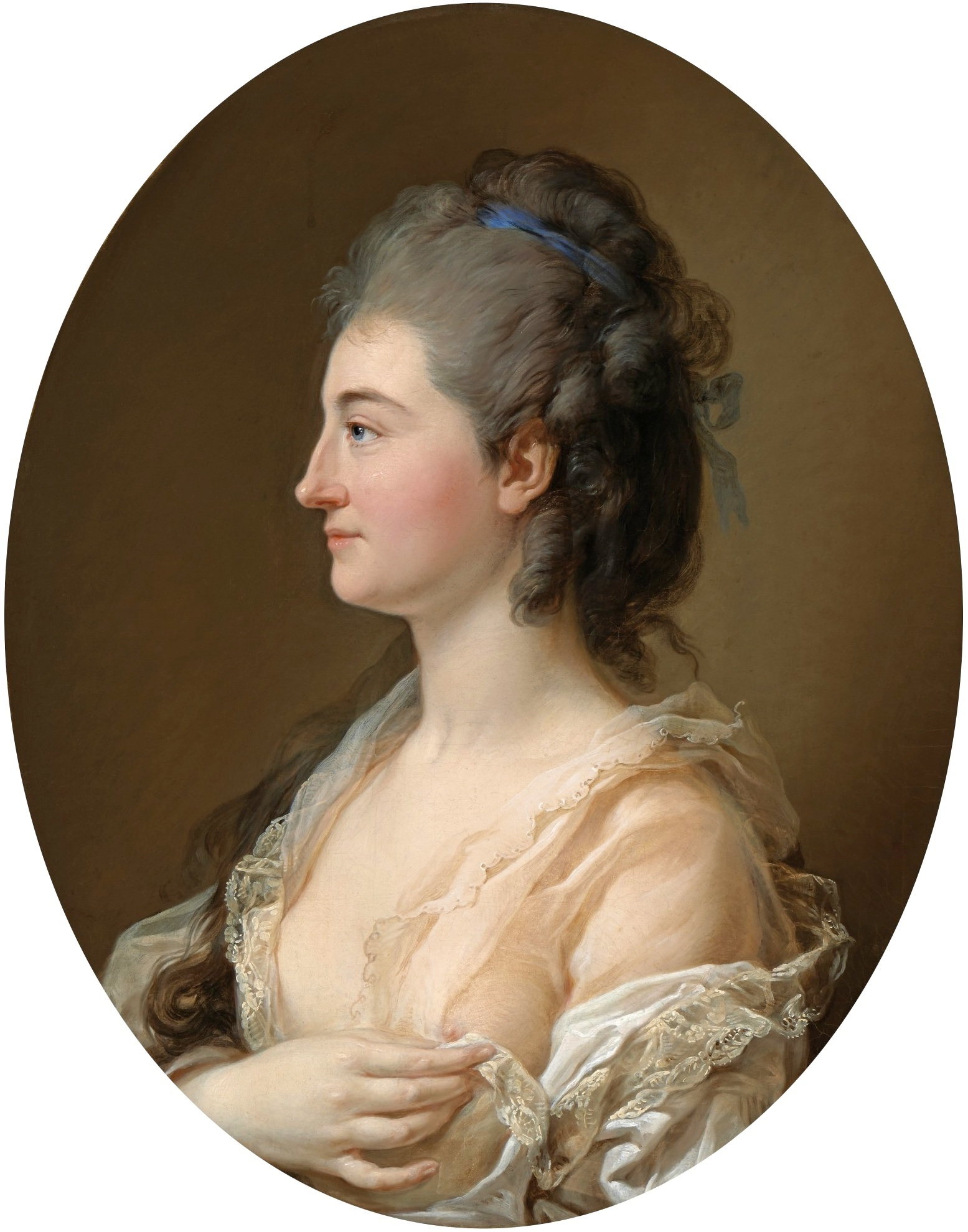
Catherina Gattai Thomatis, amante del rey Stanisław August Poniatowski

El nombre del palacio se debe a su antigua función como conejera para el rey polaco Augusto II el Fuerte ( que reinó entre 1697 y 1706 y entre 1709 y 1733).
El Królikarnia fue erigido en la pintoresca escarpa del río Wisła entre 1782 y 1786 para el empresario teatral y chambelán del rey Stanisław August Poniatowski, Charles Thomatis, conde de Valéry, por el arquitecto real Domenico Merlini. Se inspiró en la famosa Villa Rotonda de la época del Renacimiento en las afueras de Vicenza, Italia, diseñada por Andrea Palladio.
En su finca, el Conde estableció una cervecería, una ladrillera, una posada, un molino, un granero y un jardín con viñedos. Thomatis también ha sido descrito como un proxeneta del rey Stanisław August Poniatowski (reinó entre 1764 y 1795); y la "villa del conde en Królikarnia [como] poco más que un burdel de clase alta".
En 1794, durante el Levantamiento de Kościuszko, el líder de la insurrección Tadeusz Kosciuszko residió en el palacio.
En 1816 la finca fue comprada por Michał Hieronim Radziwiłł y en 1849 por Ksawery Pusłowski, un apasionado coleccionista de arte. En 1879 el palacio fue parcialmente destruido por un incendio y poco después Józef Huss lo reconstruyó para la familia Pusłowski.
Durante la Segunda Guerra Mundial, en 1939 y 1945, el Królikarnia fue completamente destruido por los bombardeos alemanes.
En 1964 fue reconstruido para albergar una colección de esculturas de Xawery Dunikowski, y ahora alberga el Museo de Escultura Xawery Dunikowski, inaugurado en 1965. El Museo es una sucursal del Museo Nacional de Varsovia. También organiza exposiciones temporales de arte de artistas contemporáneos polacos y extranjeros. En el parque Królikarnia, que lleva el nombre del palacio, un parque de esculturas exhibe piezas de las ricas colecciones del Museo Nacional.

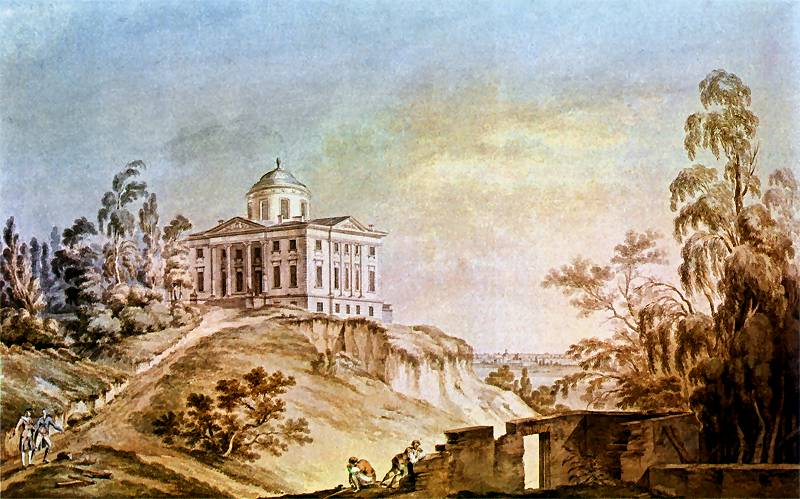
Vista de Królikarna por Zygmunt Vogel